# Lago Mégantic

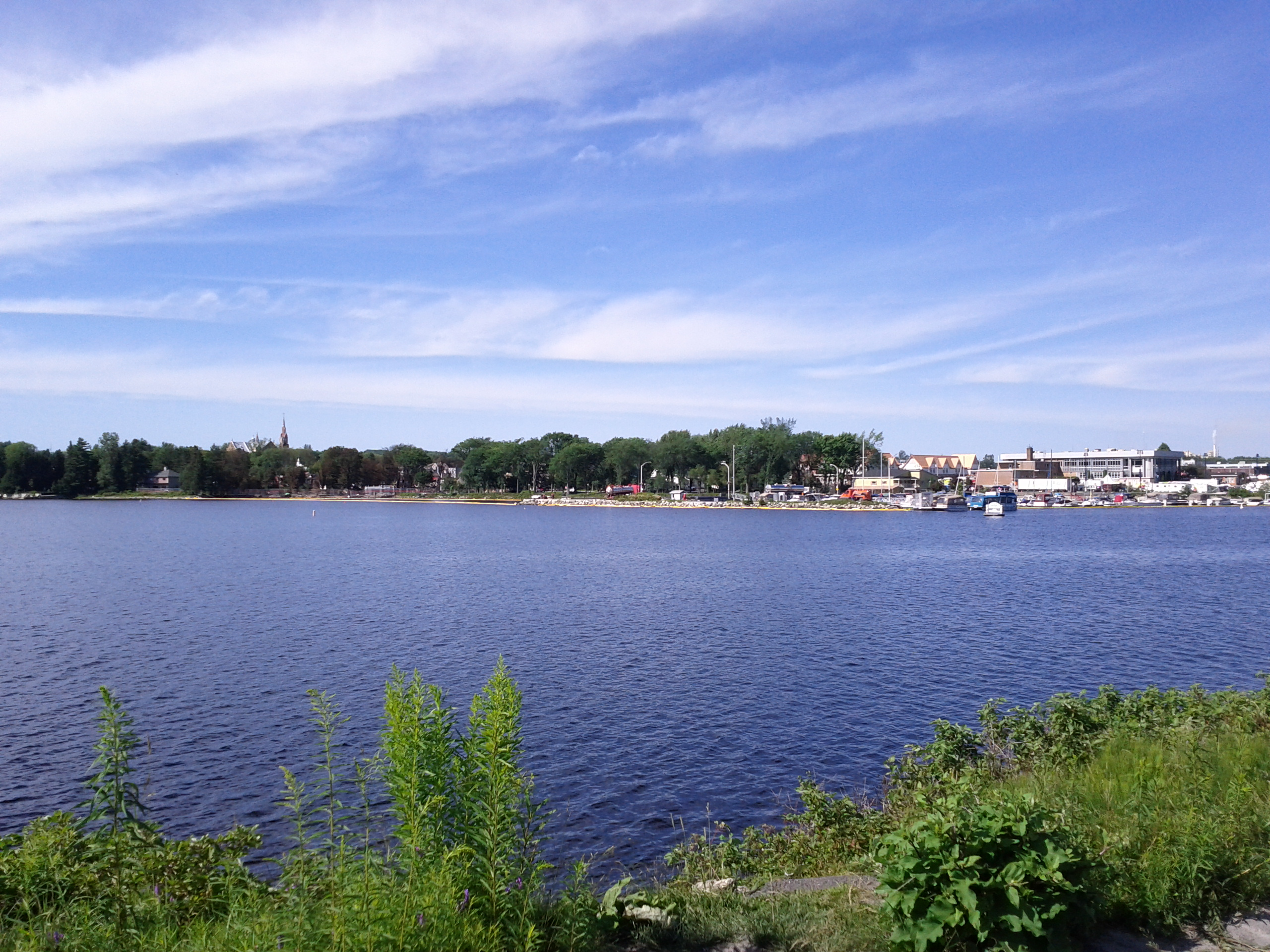
Vista do Lago Mégantic

O  Lago Mégantic (em francês:  Lac Mégantic) é um lago da província canadiana do Quebec. Fica localizado nos Apalaches próximo da fronteira com os Estados Unidos. Neste lago nasce o rio Chaudière que desagua no Rio São Lourenço na cidade de Quebec. O nome Mégantic significa "onde se recolhe o peixe" em abenaki. O lago tem uma superfície de 26,4 km² com várias cidades e vilas nas suas margens, incluindo Lac-Mégantic, Frontenac, Marston e Piopolis. Faz parte do condado de Le Granit, uma região rural, onde a exploração florestal e a extração de granito são importantes atividades.

## Geografia física
O lago fica a 395 metros a nível do mar .O  lago tem uma profundidade média de 75 metros, a sua superfície total é de 26,4 km²,com uma linha costeira de 45,4 quilómetros. Tem uma extensão de cerca de 16 quilómetros e uma largura de 3,5 quilómetros.

## Povoamento europeu
O povoamento durante a colonização francesa era escasso. Foi apenas no século XIX que um significativo de colonos chegaram, incluindo muitos Escoceses que tinham sido forçados a abandonar a sua terra natal nos Highlands.